# Dedukció
Dedukció vagy levezetés, bizonyítás logikai fogalom.
Dedukción egy olyan műveletet értünk, amelynek során bizonyos előfeltevésekből (premisszákból) bizonyos, előre meghatározott módszerekkel (levezetési szabályokkal) általában szintaktikai jellegű átalakításokat végzünk. Az eredmény a konklúzió (következmény). 
Szűkebb értelemben ezek szigorúan meg kell hogy feleljenek a klasszikus kétértékű deduktív logika szabályainak. A következtetések a premisszák elfogadásának feltételével így bizonyítottak lesznek.
A dedukciót nem szabad összekeverni bizonyos más következtetésekkel, amelyek a feltevések igazsága esetén is csak valószínűsítik a konklúziót, nem bizonyítják. Ilyen például az indukció, amely általában az egyedi premisszák igazsága esetében sem teszi bizonyossá az általános állítást, hanem legfeljebb igazolja azt. Ugyanakkor a teljes indukció egy matematikai bizonyítási szabály a természetes számok axiómarendszerében, azaz dedukció.
Példák:
Ha a premisszám az az univerzális állítás, hogy „Minden ember halandó”, akkor ebből a klasszikus kétértékű logika szabályai szerint dedukálhatom azt az egyedi állítást, hogy „Szókratész halandó”. Ezt a levezetést bizonyításnak tekinthetjük, amely az általános állítás igazságától függ.
Ugyanakkor, ha csak véges sok egyedi állításom van: „Szókratész halandó”, „Russell halandó”, „Nietzsche halandó” stb., akkor ebből ugyan általánosíthatok, hogy „minden ember halandó”, azonban ez a következtetés nem lesz dedukció, ugyanis a deduktív logika szerint ez nem következik, azaz nem biztos a levezetés, nem ad bizonyosságot akkor sem, ha a véges sok egyedi állításom igaz. Véges sok ember megfigyelését adottnak véve logikailag még bármikor bekövetkezhet, hogy egy nem halandó embert figyelünk meg.